# 앨퉁이과
앨퉁이과 또는 스테르놉틱스과(Sternoptychidae)는 앨퉁이목에 속하는 조기어류과의 하나이다. 심해에서 사는 어류이다. 카라신목에 속하는 민물자귀어류와 혼동할 수도 있다. 10개 속에 약 70여 종을 포함하고 있다. 앨퉁이(Maurolicus muelleri)와 정형앨툴이(Polyipnus stereope) 등을 포함한다.

## 하위 분류
앨퉁이과는 다음과 같이 2개 아과로 분류한다.
- Maurolicinae
  - Araiophos - 2종
  - Argyripnus - 6종
  - Danaphos - 1~2종
  - Maurolicus - 15종(앨퉁이 포함)
  - Sonoda - 2종
  - Thorophos - 2종
  - Valenciennellus - 2종
- 바다자귀어아과 (Sternoptychinae)
  - Argyropelecus - 7종
  - Polyipnus - 32종(정형앨퉁이 포함)
  - Sternoptyx - 4종